# Внутренняя миграция населения в Бразилии
Внутренние миграции населения Бразилии являются неотъемлемой частью демографической истории страны и происходят в основном по экономическим и природно-экологическим причинам.

## Исторические тенденции
В колониальный период главным направлением внутренней миграции было движение населения из прибрежной зоны вглубь материка. Его пионерами были так называемые бандейранты, переселявшиеся небольшими группами. Более массовыми внутренние миграции стали в XIX веке, когда массы освобождённых, но безземельных рабов начали осваивать города страны в качестве домашней прислуги. Немаловажным вектором в это время стало также освоение Северной Бразилии, куда устремились мигранты из северо-запада страны в поисках новых возможностей заработка, которые временно открыла каучуковая лихорадка. В 50-80-х годах XX века века крупнейшие потоки внутренней миграции в стране были направлены в сторону мегаполисов Сан-Паулу и Рио-де-Жанейро. На начальном этапе среди внутренних мигрантов преобладали выходцы из сельских регионов Северо-Запада страны, позднее к ним добавились выходцы из небольших городов, которые также стремились переселиться в мегаполисы. Великий исход Северо-Запада также стимулировали жестокие засухи 1960-х годов, спорадически повторявшиеся и в более позднее время. Впрочем, надежды на более высокий уровень жизни в политической и экономической столицах страны во многом не оправдались. В 1970-х годах экономика Бразилии росла недостаточно быстрыми темпами по сравнению с естественным приростом её населения, а 1980-е годы прошли в состоянии экономической стагнации, получив название «потерянного десятилетия». В результате миллионы мигрантов оказались вовлечены в процесс ложной урбанизации: будучи не в состоянии найти достойной работы, большинство из них перебивалось случайными заработками в неформальном секторе услуг, уличной торговле, криминальной и полукриминальной среде. Вокруг бразильских городов располагались огромные полосы городских трущоб. С 1980 по 1990 гг. часть мигрантов из северо-запада устремилась также во внутренние районы страны, сулившие выгоду после освоения местных земель, пригодных для ведения скотоводства и выращивания прибыльных сельхозкультур.

### Основные направления внутренней миграции в XX веке

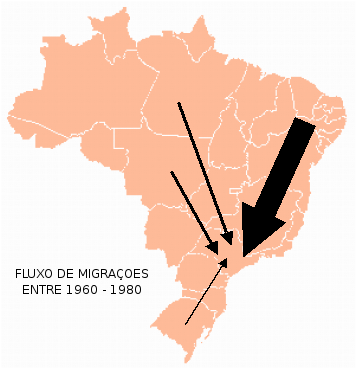
С 1960-х по 1980-е гг.
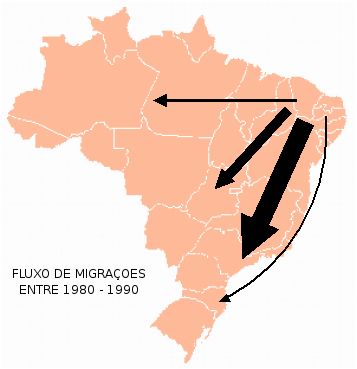
С 1980-х по 1990-е гг.
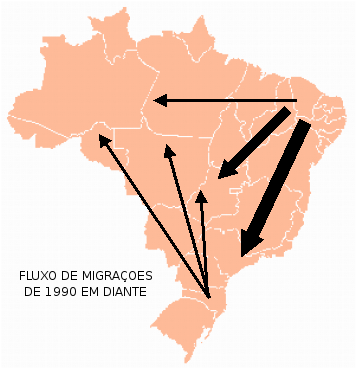
1990-е годы

## Современность
Начиная с 2000-х годов миграционная привлекательность двух крупнейших городов страны резко пошла на спад из-за роста преступности и транспортных проблем. Более того, с развитием туризма ряд Северо-Западных штатов перестали терять население (Пернамбуку, Баия, Сеара, Параиба, Рио-Гранде-ду-Норте) или же сократили эти потери во много раз по сравнению с серединой XX века (Мараньон, Пиауи). Западный или «внутренний» дрейф внутрибразильской миграции усилился, особенно после переноса столицы вглубь страны. Более того, большинство миграций теперь проходят в пределах одного штата, а не между ними. Так, в штате Сан-Паулу чётко проявилась тенденция перемещения жителей в небольшие города на западе и северо-западе штата, подальше от транспортных пробок и преступности, характерных для админ. центра.